# Агрікола (книга)
Агрікола (лат. De vita et moribus Iulii Agricolae, в перекладі «Про життя та характер Юлія Агріколи») — книга римського історика Тацита, написана близько 98 року нашої ери. У праці розповідається про життя його тестя Гнея Юлія Агріколи, видатного римського полководця та губернатора Британії у 77/78 — 83/84 рр. н. е. У ньому також висвітлюються питання географії та етнографії стародавньої Британії.

Текст зберігся у єдиному кодексі, який, як установив Поджо Браччоліні, перебував у одному з німецьких монастирів (абатство Херсфельд). Зрештою він був виявлений гуманістом Нікколо де 'Нікколі. В наш час два рукописи «Агріколи» зберігаються у бібліотеці Ватикану. Наприкінці дев'ятнадцятого та початку двадцятого століть, за словами Дуейна Ріда Стюарта, було виявлено ще два рукописи, один з яких зберігався в бібліотеці капітула собору в Толедо що в Іспанії, а інший був знайдений у 1902 році в особистій бібліотеці графа Баллеані з Єзі, Італія.

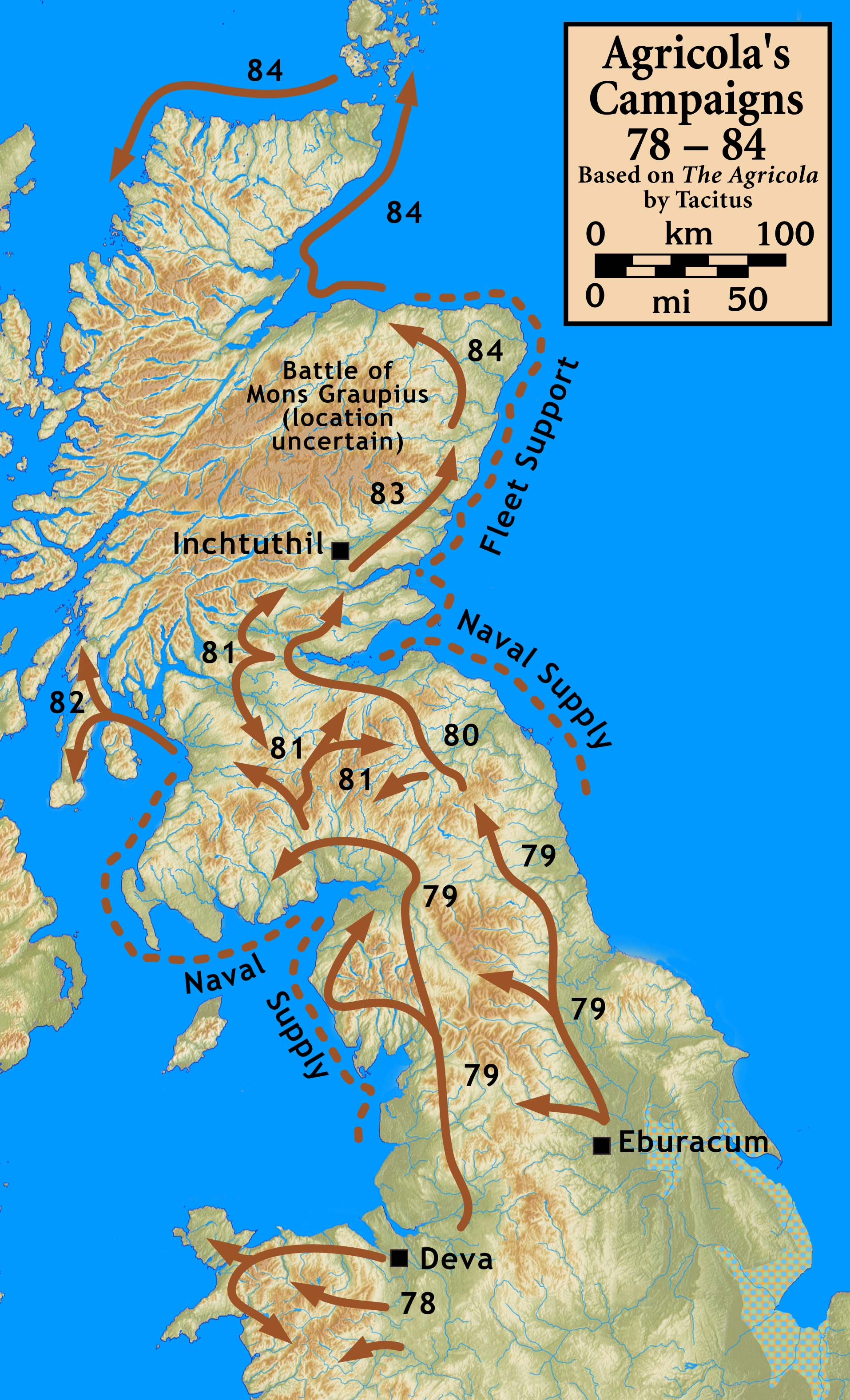
Карта військових походів Ангріколи в Британії

## Структура
- 1-3. Передмова
- 4-9. Юність Агріколи
- 10-17. Опис географії, історії та природи Британських островів
- 18-38. Подвиги Агріколи у Британії
- 39-46. Кінець життя Агріколи. Некролог

## Опис
Після вбивства Доміціана у 96 році н. е. Тацит опублікував «Агріколу», свою першу історичну работу. У перших трьох розділах «Агріколи» Тацит міркує про природу біографій і наводить анекдоти у тому, як ставилися до попереднім прикладам (Tac. Agricola 1-3). Тацит також коментує стан Римської імперії під час написання Агріколи, стверджуючи, що обставини не сприяють моральному життю (Tac. Ag. 1). Четвертий розділ є коротким викладом спадщини Агріколи, яке, за словами Тацита, було сильним, його особистості та освіти, яке, за словами Тацита, було всебічним і широким (Tac. Ag. 4). Потім Тацит описує військове учнівство Агріколи в Британії, розповідаючи, як Агрікола допомагав впоратися з неспокійними часами в цій провінції, де відбулося повстання (Tac. Ag. 5). У наступних розділах обговорюється особисте життя та професійна кар'єра Агріколи до його губернаторства у Британії (Tac. Ag. 6-9).
Далі Тацит описує географію та етнографію Британії, включаючи опис арабського ґрунту (Tac. Ag. 10-12). Потім Тацит описує походження та події повстання Боудіккі, а також наступні роки, коли Веспасіан та попередні Агриколі губернатори знову підкорили Британію (Tac. Ag. 13-17). У розділі 18 Тацит повідомляє про першу кампанію Агріколи як правителя Британії, розповідаючи, як він швидким нападом підпорядкував острів Мона римлянам (Tac. Ag. 18). Далі Тацит визначає, як Агрікола керував провінцією і сприяв прийняттю латинської мови та римських звичаїв (Tac. Ag. 19-21). У цьому розділі Тацит торкається теми підпорядкування римлянам і вважає добровільне прийняття римської мови та звичаїв формою рабства, а чи не цивілізації (Tac. Ag. 19-21). Далі Тацит повідомляє про події та військові кампанії, які Агрікола зробив протягом третього, четвертого і п'ятого років свого правління (Tac. Ag. 22-24). Далі описується кампанія в шостий рік правління Агріколи, і Тацит наголошує на здатності Агріколи протистояти планам супротивника і переламати перебіг подій на свою користь (Tac. Ag. 25-27).
У розділі 28 Тацит розповідає про групу чоловіків, набраних у Німеччині, про те, як вони підняли заколот проти римлян та пережили різні пригоди, перш ніж були схоплені та продані в рабство (Tac. Ag. 28). Далі нам розповідають про передісторію битви при Монс Граупіус, включаючи смерть сина Агріколи (Tac. Ag. 29). Потім Тацит повідомляє про довгу промову перед битвою одного з лідерів бриттів на ім'я Калгак (Tac. Ag. 30-32). Після цього Тацит передає промову самого Агріколи (Tac. Ag. 33-34). Далі Тацит визначає хід самої битви та її безпосередні наслідки, стверджуючи, що тільки настання ночі зупинило переслідування римлян (Tac. Ag. 35-38). Потім Тацит повідомляє про те, як звістка про успіх Агріколи в Британії була отримана імператором Доміціаном, і про ймовірну заздрість Доміціана до військової доблесті Агріколи (Tac. Ag. 40-41). Тацит розповідає у тому, як Доміціан послав довірених осіб, щоб з'ясувати наміри Агриколи стати проконсулом Азії чи Африки і темперамент Доміціана (Tac. Ag. 42). Тацит, обговорюючи кінець життя Агріколи, каже, що у Римі ходили чутки, що Агрікола був отруєний за наказом імператора, що його смерть оплакували багато (Tac. Ag. 43).Після повідомлення про смерть Агріколи Тацит коротко описує обставини його народження та її характер протягом усього життя (Tac. Ag. 44). В останніх двох розділах Тацит безпосередньо звертається до свого пішов тестя, вшановуючи його і клянячися, що Агрікола житиме завдяки історії, яку він про нього розповів (Tac. Ag. 45-46).